# Чёрный лис (фильм)
«Чёрный лис» (англ. Black Fox) — художественный фильм, экранизация произведения Мэтта Брауна, первая часть телевизионного мини-сериала.

## Сюжет
Америка, 1861 год. Два названных брата, Алан Джонсон (Кристофер Рив) и Бритт Джонсон (Тони Тодд), перебираются из Каролины в Техас в поисках лучшей жизни. Алан — бывший владелец плантации, а Бритт — его друг детства, чернокожий ковбой, которого Алан освободил из рабства. Братья Джонсоны ведут обычную жизнь переселенцев: пасут скот, чтобы прокормить свои семьи. Когда начинается Гражданская война, небольшой отряд, расквартированный в посёлке и отбивавший набеги индейцев, переводят к местам боевых действий, посёлок остаётся без защиты.
Маленькому Бизону (Леон Гудстрайкер), одному из индейских вождей, снится «вещий сон» о том, что настало время изгнать «бледнолицых» с земли предков; два враждующих племени, команчей и кайова, объединяются и под предводительством Маленького Бизона совершают опустошительный набег на деревню, в тот момент когда мужчины ушли за подмогой. Индейцы уводят с собой всех женщин и детей, в том числе и семьи братьев Джонсонов.
Тогда у Бритта Джонсона рождается смелый план — отправиться на переговоры с индейскими вождями и предложить им сделку, женщины и дети в обмен на лошадей. Бритту постоянно приходилось терпеть насмешки от соседей, из своего цвета кожи, но сейчас именно он — последняя надежда поселенцев, так как индейцы с большим доверием относятся к неграм, чем к «бледнолицым», и даже считают их наделёнными некоторыми сверхъестественными способностями. И Бритт решает рискнуть ради своей семьи и своих соседей.
Одинокий Волк (Дэнис Лакруа), вождь племени кайова, соглашается на сделку и даёт Бритту прозвище «Чёрный Лис», за храбрость и честность. Но достаточно ли этого для возвращения пленников? Ведь теперь на карту поставлены не только жизни женщин и детей, но и жизнь самого Бритта…

## В ролях
- Кристофер Рив — Алан Джонсон
- Тони Тодд — Бритт Джонсон (Чёрный Лис)
- Рауль Трухильо — Бегущий Пёс
- Джанет Бэйли — Мэри Джонсон
- Нэнси Сорел — Сара Джонсон
- Крис Уиггинс — Ральф Хольц
- Крис Бенсон
- Лоуренс Дэйн — полковник МакКензи
- Синтия Престон — Долорес Хольц (Утренняя Звезда)
- Дэйл Уилсон
- Леон Гудстрайкер — Маленький Бизон
- Морнингстар Мекреди — Говорящий Ворон
- Джоэл Пейдж-Райт
- Дон С. Дэвис
- Байрон Чиф-Мун — Стоящий Медведь
- Дэнис Лакруа — Одинокий Волк
- Лоретт Клоу — Мэгги Брэгг
- Пэт Джонстон — Грейди Брэгг
- Дэвид Лерини — офицер кавалерии

## Производство
Фильм был снят в 1993 году, но его премьера состоялась только в 1995 году.